# Bale Gasegar
Pour les articles homonymes, voir Bale.
Bale Gasegar ou Bele Gesgar est un woreda du centre-est de l'Éthiopie situé dans la zone Arsi de la région Oromia. Il a 73 952 habitants en 2007. Son centre administratif est Bale.
Détaché du woreda Seru probablement en 2007[réf. souhaitée], Bale Gasegar est entouré dans la zone Arsi par Amigna au nord, Seru à l'est et Robe à l'ouest.
Son centre administratif s'appelle Bale, ou parfois Bele. Il est desservi par la route Robe-Seru.
Au recensement national de 2007, le woreda compte 73 952 habitants dont 8 % de citadins avec 5 913 habitants à Bale,. Un peu plus de 50 % des habitants du woreda sont musulmans et un peu moins de 50 % sont orthodoxes.
En 2022, la population est estimée à 107 393 personnes avec une densité de population de 195 personnes par km2 et 549,5 km2 de superficie.